# Louis-Nazaire Bégin

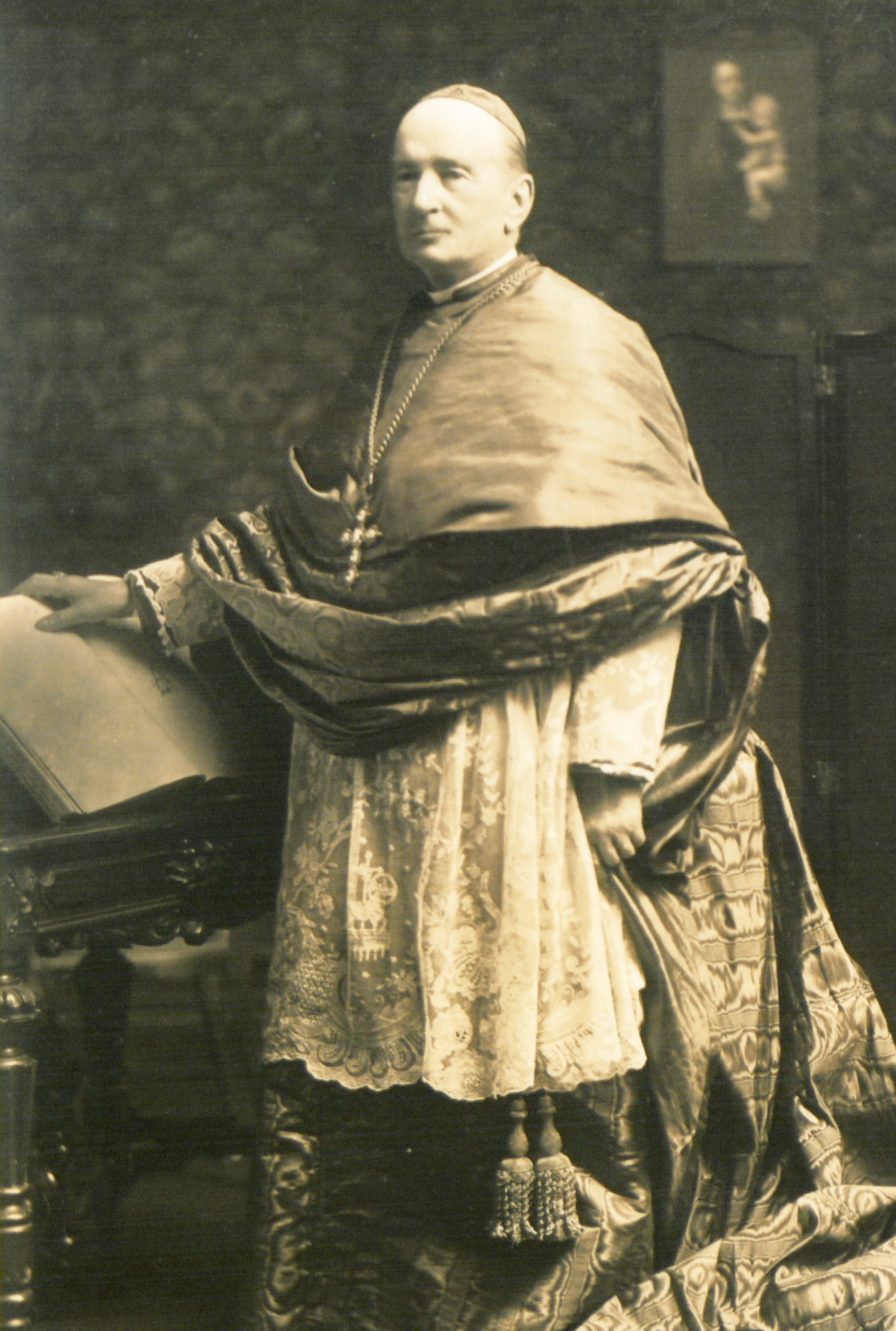
Louis-Nazaire Kardinal Bégin in Cappa magna (1914)

Louis-Nazaire Kardinal Bégin (* 10. Januar 1840 in La Pointe-Lévis, Kanada; † 19. Juli 1925 in Québec) war ein kanadischer Geistlicher und Erzbischof von Québec.

## Leben

Kardinalswappen (ab 1914); bischöfl. Wahlspruch „Im Geist der Sanftmut“ (Gal 6,1 EU)

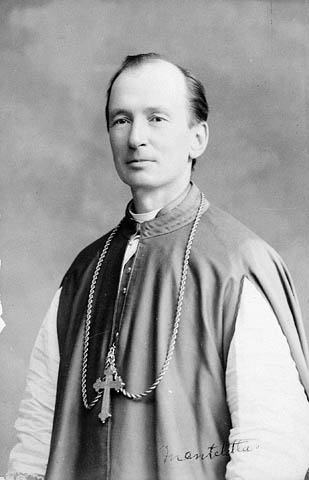
Bischof Louis-Nazaire Bégin (1888)

Louis-Nazaire Bégin studierte in Québec, Rom und Innsbruck Katholische Theologie und Philosophie. Er empfing am 10. Juni 1865 das Sakrament der Priesterweihe und promovierte ein Jahr darauf in Innsbruck zum Doktor der Theologie. Von 1868 bis 1877 lehrte er an der Universität Laval in Québec, von 1877 bis 1884 war er Präfekt am Seminar von Québec und von 1884 bis 1888 leitete er eine staatliche Schule.
Papst Leo XIII. ernannte ihn am 1. Oktober 1888 zum Bischof von Chicoutimi. Am 21. Oktober desselben Jahres spendete ihm der Erzbischof von Québec, Elzéar-Alexandre Kardinal Taschereau, die Bischofsweihe. Mitkonsekratoren waren der Bischof von Trois Rivières, Louis-François Richer dit Laflèche, und der Bischof von Rimouski, Jean Laforce-Langevin.
Am 18. Dezember 1891 verzichtete er auf das Bistum Chicoutimi und wurde zum Titularbischof von Cyrene ernannt. Am 22. März 1892 wurde er Koadjutor, 1894 Apostolischer Administrator und mit dem Tod Kardinal Taschereaus am 12. April 1898 dessen Nachfolger als Erzbischof von Québec.
Papst Pius X. nahm ihn am 25. Mai 1914 als Kardinalpriester mit der Titelkirche Santi Vitale, Gervasio e Protasio in das Kardinalskollegium auf. Louis-Nazaire Bégin starb am 19. Juli 1925 in Québec und wurde in der Krypta der dortigen Kathedrale beigesetzt.